# België op de Wereldspelen 2025
België nam deel aan de Wereldspelen 2025 in Chengdu, China van 7 tot en met 17 augustus 2025.

## Medailleoverzicht
| Medaille | Naam | Sport          | Onderdeel                         | Datum            |
| -------- | --- | -------------- | --------------------------------- | ---------------- |
| Goud     | Maysae Bouhouch Silke Macharis | Acrogym        | Duo (v)                           | 8 augustus 2025  |
| Goud     | Brent Deklerck | Trampoline     | Dubbele mini-trampoline (m)       | 9 augustus 2025  |
| Goud     | Yannick Michiels | Oriëntatieloop | Sprint (m)                        | 10 augustus 2025 |
| Goud     | Florian Bayili | Jiujitsu       | Klasse tot 69 kilogram (m)        | 11 augustus 2025 |
| Goud     | Fran Vanhoutte | Skeeleren      | 500 m (v)                         | 14 augustus 2025 |
| Zilver   | Belgisch touwtrekteam (gemengd) Christel Covens Wim De Schutter Robbe Gagelmans Jan Hendrickx Jeroen Sturm Kristel Mijnendonckx Colette Puts Wouter Raeymaekers Gitte Snoeijs Lotte Keysers                                       | Touwtrekken    | Klasse tot 580 kilogram (gemengd) | 11 augustus 2025 |
| Zilver   | Fran Vanhoutte | Skeeleren      | Weg - one lap                     | 12 augustus 2025 |
| Zilver   | Belgisch Korfbalteam Kian Amorgaste Joppe Bellemans Jarre De Ley Siebe De Ley Jordan De Vogelaere Eline Denie Amber Engels Lisa Pauwels Britt Saey Thomas Thijs Lisa Van Gorp Lise Van Maldeghem Joke Van Maldeghem Nick Verwerft | Korfbal        | Indoor                            | 12 augustus 2025 |
| Zilver   | Arnaud Dely | duatlon        | individueel (m)                   | 14 augustus 2025 |
| Zilver   | Sonitha Muluh | Powerlifting   | Superzwaargewichten (v)           | 15 augustus 2025 |
| Brons    | Vincent Bierinckx | duatlon        | individueel (m)                   | 14 augustus 2025 |
| Brons    | Fran Vanhoutte | Skeeleren      | 200 m tijdrit (v)                 | 14 augustus 2025 |
| Brons    | Fran Vanhoutte | Skeeleren      | 1000 m sprint (v)                 | 15 augustus 2025 |
| Brons    | Jeanne Dupont | duatlon        | individueel (v)                   | 15 augustus 2025 |
| Brons    | Jeanne Dupont Arnaud Dely | duatlon        | mixed relay                       | 17 augustus 2025 |
| Brons    | Elin Loos Lauren Somers Paulien Ryckx Ruben Vergaert Axel Van Genechten Cedric Schoumacker | Korfbal        | beach                             | 17 augustus 2025 |

## Atleten
| Sport           | Mannen | Vrouwen | Totaal |
| --------------- | ------ | ------- | ------ |
| Acrogrym        | 0      | 2       | 2      |
| Biljart         | 0      | 1       | 1      |
| Boogschieten    | 1      | 0       | 1      |
| Danssport       | 1      | 0       | 1      |
| Duatlon         | 3      | 3       | 6      |
| Jujitsu         | 1      | 2       | 3      |
| Kanovaren       | 2      | 0       | 2      |
| Korfbal         | 10     | 10      | 20     |
| Luchtsport      | 1      | 0       | 1      |
| Muathai         | 0      | 1       | 1      |
| Oriëntatieloop  | 1      | 1       | 2      |
| Powerboaten     | 1      | 1       | 2      |
| Powerliften     | 1      | 1       | 2      |
| Reddend zwemmen | 0      | 5       | 5      |
| Skeeleren       | 0      | 0       | 2      |
| Trampoline      | 1      | 1       | 2      |
| Touwtrekken     | 16     | 5       | 21     |
| Waterskieën     | 0      | 1       | 1      |
| Wushu           | 1      | 0       | 1      |
| Totaal          | 40     | 36      | 76     |

## Deelnemers en resultaten

### Acrogym
| Atleet                          | Onderdeel   | Kwalificatie | Kwalificatie | Kwalificatie | Kwalificatie | Finale    | Finale  |
| Atleet                          | Onderdeel   | Balans       | Dynamiek     | Totaal       | Totaal       | Finale    | Finale  |
| Atleet                          | Onderdeel   | Balans       | Dynamiek     | Resultaat    | Rang         | Resultaat | Rang    |
| ------------------------------- | ----------- | ------------ | ------------ | ------------ | ------------ | --------- | ------- |
| Maysae Bouhouch Silke Macharish | Duo vrouwen | 28,270       | 27,630       | 55,900       | 1 Q          | 28,620    | 1 [ 3 ] |

### Biljart
| Atleet     | Onderdeel | Groepsfase           | Groepsfase           | Groepsfase           | Groepsfase | Halve finale         | Finale / BM          | Finale / BM |
| Atleet     | Onderdeel | Tegenstander Uitslag | Tegenstander Uitslag | Tegenstander Uitslag | Rang       | Tegenstander Uitslag | Tegenstander Uitslag | Rang        |
| ---------- | --------- | -------------------- | -------------------- | -------------------- | ---------- | -------------------- | -------------------- | ----------- |
| Wendy Jans | Snooker   | Phoemphul W 2 - 0    | So M Y W 2 - 1       | Chetan W 2 - 1       | 1 Q        | Yulu B V 2 - 0       | Laokiatphong V 2 - 1 | 4           |

### Boogschieten
| Atleet      | Onderdeel          | Kwalificatie ronde 1 | Kwalificatie ronde 1 | Kwalificatie ronde 2 | Kwalificatie ronde 2 | Eerste ronde         | Kwartfinale          | Halve finale         | Finale / BM          | Finale / BM    |
| Atleet      | Onderdeel          | Score                | Rang                 | Score                | Rang                 | Tegenstander Uitslag | Tegenstander Uitslag | Tegenstander Uitslag | Tegenstander Uitslag | Rang           |
| ----------- | ------------------ | -------------------- | -------------------- | -------------------- | -------------------- | -------------------- | -------------------- | -------------------- | -------------------- | -------------- |
| Jelle Daman | Recurveboog mannen | 153                  | 10                   | 318                  | 10                   | Querol W 70 - 67     | Jx Cui V 77 - 80     | niet geplaatst       | niet geplaatst       | niet geplaatst |

### Danssport
| Atleet        | Onderdeel | Groepsfase           | Groepsfase           | Groepsfase           | Groepsfase | Kwartfinale          | Halve finale         | Finale / BM          | Finale / BM    |
| Atleet        | Onderdeel | Tegenstander Uitslag | Tegenstander Uitslag | Tegenstander Uitslag | Rang       | Tegenstander Uitslag | Tegenstander Uitslag | Tegenstander Uitslag | Rang           |
| ------------- | --------- | -------------------- | -------------------- | -------------------- | ---------- | -------------------- | -------------------- | -------------------- | -------------- |
| Cis Backeljau | B-Boys    | Xak 1 - 1            | Kuzya V 0 - 2        | Litheing V 0 - 2     | 4          | niet geplaatst       | niet geplaatst       | niet geplaatst       | niet geplaatst |

### Duatlon
| Atleet                              | Onderdeel   | Finale    | Finale  |
| Atleet                              | Onderdeel   | Resultaat | Rang    |
| ----------------------------------- | ----------- | --------- | ------- |
| Vincent Bierinckx                   | Mannen      | 1.14.33   | Brons   |
| Arnaud Dely                         | Mannen      | 1.14.23   | Zilver  |
| Thibaut De Smet                     | Mannen      | 1.15.05   | 4       |
| Jeanne Dupont                       | Vrouwen     | 1.25.58   | 3 [ 6 ] |
| Eléonore Hiller                     | Vrouwen     | 1.31.04   | 12      |
| Lisa Isebaert                       | Vrouwen     | 1.27.19   | 4       |
| Jeanne Dupont - Arnaud Dely         | Mixed relay | 1.19.24   | 3 [ 8 ] |
| Lisa Isebaert - Thibaut De Smet     | Mixed relay | 1.20.19   | 5       |
| Eleonore Hiller - Vincent Bierinckx | Mixed relay | DNF       | DNF     |

### Jiujitsu
| Atleet         | Onderdeel                        | Groepsfase             | Groepsfase             | Groepsfase | Halve finale           | Finale/Bronzen medaille wedstrijd | Finale/Bronzen medaille wedstrijd |
| Atleet         | Onderdeel                        | Tegenstander Resultaat | Tegenstander Resultaat | Rang       | Tegenstander Resultaat | Tegenstander Resultaat            | Rang                              |
| -------------- | -------------------------------- | ---------------------- | ---------------------- | ---------- | ---------------------- | --------------------------------- | --------------------------------- |
| Florian Bayili | Ne-waza - Klasse tot 69 kilogram | Batyrbekov W 0 - 0     | Shutko W 2 - 0         | 1 Q        | Seong H J W 2 - 2      | Alsuwaidi W 0 - 0                 | 1 [ 9 ]                           |

| Atleet         | Onderdeel    | Eerste Ronde           | Kwartfinale            | Halve finale           | Finale/Bronzen medaille wedstrijd | Finale/Bronzen medaille wedstrijd |
| Atleet         | Onderdeel    | Tegenstander Resultaat | Tegenstander Resultaat | Tegenstander Resultaat | Tegenstander Resultaat            | Rang                              |
| -------------- | ------------ | ---------------------- | ---------------------- | ---------------------- | --------------------------------- | --------------------------------- |
| Florian Bayili | Ne-waza open | Hee S K W 2 - 0        | Alsuwaidi V 4 - 6      | niet geplaatst         | niet geplaatst                    | niet geplaatst                    |

| Atleet                      | Onderdeel     | Eerste Ronde | Eerste Ronde | Tweede Ronde | Tweede Ronde | Derde Ronde | Derde Ronde | Halve finale   | Halve finale   | Finale/Bronzen medaille wedstrijd | Finale/Bronzen medaille wedstrijd |
| Atleet                      | Onderdeel     | Score        | Rang         | Score        | Rang         | Score       | Rang        | Score          | Rang           | Score                             | Rang                              |
| --------------------------- | ------------- | ------------ | ------------ | ------------ | ------------ | ----------- | ----------- | -------------- | -------------- | --------------------------------- | --------------------------------- |
| Loane Collie Morgan Rapilly | Duo Team Open | 125,0        | 3            | 113,0        | 5            | 153,0       | 5           | niet geplaatst | niet geplaatst | niet geplaatst                    | niet geplaatst                    |

### Kanovaren
| Athlete  | Event                | Qualification | Qualification | Final      | Final |
| Athlete  | Event                | Result        | Rank          | Result     | Rank  |
| -------- | -------------------- | ------------- | ------------- | ---------- | ----- |
| Daan Cox | Korte afstand mannen | 14.55,81      | 6 Q           | 15.39,77   | 16    |
| Daan Cox | Lange afstand mannen | n.v.t.        | n.v.t.        | 1.43.46,50 | 16    |

### Korfbal

#### Beach
| Atleet                                                                                     | Onderdeel    | Groepsfase           | Groepsfase           | Groepsfase           | Groepsfase | Kwartfinale          | Halve finale           | Finale / BM          | Finale / BM |
| Atleet                                                                                     | Onderdeel    | Tegenstander Uitslag | Tegenstander Uitslag | Tegenstander Uitslag | Rang       | Tegenstander Uitslag | Tegenstander Uitslag   | Tegenstander Uitslag | Rang        |
| ------------------------------------------------------------------------------------------ | ------------ | -------------------- | -------------------- | -------------------- | ---------- | -------------------- | ---------------------- | -------------------- | ----------- |
| Elin Loos Paulien Ryckx Cedric Schoumacker Lauren Somers Axel Van Genechten Ruben Vergaert | Beachkorfbal | Polen W 16 - 6       | Nederland V 11 - 4   | Australië W 15 - 3   | 2 Q        | China W 13 - 2       | Chinees Taipei V 7 - 8 | Hongarije W 10 - 5   | 3 [ 10 ]    |

#### Indoor
| Atleet | Onderdeel | Groepsfase           | Groepsfase           | Groepsfase           | Groepsfase | Halve finale         | Finale / BM          | Finale / BM |
| Atleet | Onderdeel | Tegenstander Uitslag | Tegenstander Uitslag | Tegenstander Uitslag | Rang       | Tegenstander Uitslag | Tegenstander Uitslag | Rang        |
| --- | --------- | -------------------- | -------------------- | -------------------- | ---------- | -------------------- | -------------------- | ----------- |
| Belgisch Korfbalteam Kian Amorgaste Joppe Bellemans Jarre De Ley Siebe De Ley Jordan De Vogelaere Eline Denie Amber Engels Lisa Pauwels Britt Saey Thomas Thijs Lisa Van Gorp Lise Van Maldeghem Joke Van Maldeghem Nick Verwerft | Korfbal   | Tsjechië W 26 - 10   | Duitsland W 27 - 14  | Suriname W 15 - 11   | 1 Q        | Taiwan W 19 - 13     | Nederland V 23 - 16  | 2 [ 11 ]    |

### Luchtsport
| Atleet                | Onderdeel   | Kwalificatie | Kwalificatie | Kwalificatie | Kwalificatie | Kwalificatie | Kwalificatie | Kwalificatie | Kwalificatie | Kwalificatie | Kwalificatie | Eerste ronde | Eerste ronde | Herkansing 1 | Herkansing 1 | Herkansing 2 | Herkansing 2 | Ronde 2        | Ronde 2        | Herkansing 3   | Herkansing 3   | Kwartfinale    | Kwartfinale    | Herkansing 4   | Herkansing 4   | Halve finale   | Halve finale   | Finale / BM    | Finale / BM    |
| Atleet                | Onderdeel   | Score        | Rang         | Score        | Rang         | Score        | Rang         | Score        | Rang         | Score        | Rang         | Score        | Rang         | Score        | Rang         | Score        | Rang         | Score          | Rang           | Score          | Rang           | Score          | Rang           | Score          | Rang           | Score          | Rang           | Score          | Rang           |
| --------------------- | ----------- | ------------ | ------------ | ------------ | ------------ | ------------ | ------------ | ------------ | ------------ | ------------ | ------------ | ------------ | ------------ | ------------ | ------------ | ------------ | ------------ | -------------- | -------------- | -------------- | -------------- | -------------- | -------------- | -------------- | -------------- | -------------- | -------------- | -------------- | -------------- |
| Maximilien Pellichero | Droneracing | 35,990       | 14           | 34,161       | 19           | 33,741       | 20           | 32,506       | 20           | 32,506       | 21           | DNF          | DNF          | 2.04,352     | 2            | 1.46,337     | 3            | niet geplaatst | niet geplaatst | niet geplaatst | niet geplaatst | niet geplaatst | niet geplaatst | niet geplaatst | niet geplaatst | niet geplaatst | niet geplaatst | niet geplaatst | niet geplaatst |

### Muaythai
| Atleet         | Onderdeel                      | Kwartfinale          | Halve finale         | Finale / BM          | Finale / BM    |
| Atleet         | Onderdeel                      | Tegenstander Uitslag | Tegenstander Uitslag | Tegenstander Uitslag | Rang           |
| -------------- | ------------------------------ | -------------------- | -------------------- | -------------------- | -------------- |
| Axana Depypere | Klasse tot 54 kilogram vrouwen | Lopez V 27 - 30      | niet geplaatst       | niet geplaatst       | niet geplaatst |

### Oriëntatieloop
| Atleet           | Onderdeel                   | Finale    | Finale   |
| Atleet           | Onderdeel                   | Resultaat | Rang     |
| ---------------- | --------------------------- | --------- | -------- |
| Yannick Michiels | Middellange afstand mannen  | 53.40     | 8        |
| Yannick Michiels | Sprint mannen               | 14.59     | 1 [ 12 ] |
| Tille De Smul    | Middellange afstand vrouwen | 53.09     | 18       |
| Tille De Smul    | Sprint vrouwen              | 17.46     | 10       |

### Powerboating
| Atleet                            | Onderdeel                | Kwalificatie | Kwalificatie | Halve Finale | Halve Finale | Halve Finale | Halve Finale | Halve Finale | Halve Finale | Halve Finale | Halve Finale | Finale         | Finale         |
| Atleet                            | Onderdeel                | Tijd         | Rang         | Heat 1       | Rang         | Heat 2       | Rang         | Heat 3       | Rang         | Heat 4       | Rang         | Tijd           | Rang           |
| --------------------------------- | ------------------------ | ------------ | ------------ | ------------ | ------------ | ------------ | ------------ | ------------ | ------------ | ------------ | ------------ | -------------- | -------------- |
| Laureen Thellin Yano Vankersbilck | Moto Surf Nations Cup    | 1.55,735     | 10           | 11.13,290    | 8            | 11.19,830    | 9            | n.v.t.       | n.v.t.       | n.v.t.       | n.v.t.       | 11.16,990      | 9              |
| Yano Vankersbilck                 | Motosurf individueel (m) | 56,71        | 23           | 7.11,450     | 11           | 5.58,810     | 11           | 6.39,870     | 11           | 6.28,020     | 9            | niet geplaatst | niet geplaatst |
| Laureen Thellin                   | Motosurf individueel (v) | 59,249       | 15           | 7.16,140     | 8            | 6.53,839     | 6            | 6.57,750     | 8            | 6.44,760     | 7            | niet geplaatst | niet geplaatst |

### Powerlifting
| Atleet        | Onderdeel             | Oefeningen | Oefeningen  | Oefeningen | Totaal gewicht | Totaal punten | Rang     |
| Atleet        | Onderdeel             | Squat      | Bench press | Deadlift   | Totaal gewicht | Totaal punten | Rang     |
| ------------- | --------------------- | ---------- | ----------- | ---------- | -------------- | ------------- | -------- |
| Steve Ringoot | Superzwaargewicht (m) | DNF        | DNF         | DNF        | DNF            | DNF           | DNF      |
| Sonita Muluh  | Superzwaargewicht (v) | 305        | 157,5       | 265        | 827,5          | 122,57        | 2 [ 13 ] |

### Reddend zwemmen
| Atleet                                                   | Onderdeel                           | Finale    | Finale |
| Atleet                                                   | Onderdeel                           | Resultaat | Rang   |
| -------------------------------------------------------- | ----------------------------------- | --------- | ------ |
| Bo Van de Plas                                           | 100 m popzwemmen met vinnen vrouwen | 1,01,32   | 7      |
| Aurelie Romanini Elise Croes Nele Vanbuel Marine Harze   | 4x25m popzwemmen                    | 1,20,17   | 6      |
| Aurelie Romanini Elise Croes Bo Van de Plas Marine Harze | 4x50 m aflossing                    | 1,43,45   | 6      |
| Aurelie Romanini Elise Croes Bo Van de Plas Marine Harze | 4x50 m                              | 2,00,80   | 6      |

### Skeeleren
| Atleet         | Onderdeel                      | Kwalificatie | Kwalificatie | Halve finale | Halve finale | Finale         | Finale         |
| Atleet         | Onderdeel                      | Resultaat    | Rang         | Resultaat    | Rang         | Resultaat      | Rang           |
| -------------- | ------------------------------ | ------------ | ------------ | ------------ | ------------ | -------------- | -------------- |
| Jorun Geerts   | 1000 m sprint (v)              | 1.26,006     | 2            | 1.27,199     | 5            | n.v.t.         | n.v.t.         |
| Jorun Geerts   | 5000 m puntenkoers (v)         | n.v.t.       | n.v.t.       | n.v.t.       | n.v.t.       | 3              | 9              |
| Jorun Geerts   | 10 000 m afvalling (v)         | n.v.t.       | n.v.t.       | n.v.t.       | n.v.t.       | n.v.t.         | 10             |
| Jorun Geerts   | weg - 10 000 m puntenkoers (v) | n.v.t.       | n.v.t.       | n.v.t.       | n.v.t.       | 2              | 9              |
| Jorun Geerts   | weg - 15 000 m afvalling (v)   | n.v.t.       | n.v.t.       | n.v.t.       | n.v.t.       | n.v.t.         | 10             |
| Fran Vanhoutte | 200 m tijdrit (v)              | 18,954       | 2            | n.v.t.       | n.v.t.       | 18,773         | Brons          |
| Fran Vanhoutte | 500 m sprint (v)               | 44,391       | 1            | 44,906       | 1            | 44,231         | 1 [ 14 ]       |
| Fran Vanhoutte | 1000 m sprint (v)              | 1.27,102     | 1            | 1.26,006     | 2            | 1.27,291       | 3 [ 15 ]       |
| Fran Vanhoutte | weg - one lap                  | 36,087       | 2 Q          | 37,058       | 1 Q          | 38,155         | 2 [ 16 ]       |
| Fran Vanhoutte | weg - sprint                   | 11,358       | 9            | 11,292       | 8            | niet geplaatst | niet geplaatst |

### Touwtrekken
| Atleet | Onderdeel                       | Groepsfase           | Groepsfase              | Groepsfase           | Groepsfase           | Groepsfase           | Groepsfase | Halve finale            | Finale / BM          | Finale / BM |
| Atleet | Onderdeel                       | Tegenstander Uitslag | Tegenstander Uitslag    | Tegenstander Uitslag | Tegenstander Uitslag | Tegenstander Uitslag | Rang       | Tegenstander Uitslag    | Tegenstander Uitslag | Rang        |
| --- | ------------------------------- | -------------------- | ----------------------- | -------------------- | -------------------- | -------------------- | ---------- | ----------------------- | -------------------- | ----------- |
| Belgisch touwtrekteam (gemengd) Christel Covens Wim De Schutter Robbe Gagelmans Jan Hendrickx Jeroen Sturm Kristel Mijnendonckx Colette Puts Wouter Raeymaekers Gitte Snoeijs Lotte Keysers                                                             | Klasse tot 580 kilogram gemengd | Nederland W 3 - 0    | Zwitserland 1 - 1       | Italië W 3 - 0       | Duitsland W 3 - 0    | Taiwan W 3 - 0       | 1 Q        | Duitsland W 3 - 0       | Zwitserland V 0 - 3  | 2 [ 17 ]    |
| Belgisch touwtrekteam (mannen) Ief Smets Raf Mertens Wouter Raeymaekers Dries Verlije Jeroen Sturm Luc Mertens Bart Vanthillo Wim Broeckx Robbe Keysers Ive Schildermans Robbe Gagelmans Joris Vermeiren Jan Hendrickx Wim De Schutter Johny Schuermans | Klasse tot 640 kilogram mannen  | Zwitserland 1 - 1    | Groot-Brittanië V 0 - 3 | Taiwan W 3 - 0       | Duitsland V 0 - 3    | Nederland W 3 - 0    | 3 Q        | Groot-Brittanië V 0 - 3 | Duitsland V 2 - 1    | 4           |

### Trampoline
| Atleet         | Onderdeel                      | Kwalificatie | Kwalificatie | Halve finale | Halve finale | Finale    | Finale   |
| Atleet         | Onderdeel                      | Resultaat    | Rang         | Resultaat    | Rang         | Resultaat | Rang     |
| -------------- | ------------------------------ | ------------ | ------------ | ------------ | ------------ | --------- | -------- |
| Brent Deklerck | Dubbele mini-trampoline mannen | 55,900       | 3 Q          | 28,600       | 1 Q          | 26,800    | 1 [ 18 ] |
| Lani Spiessens | Tumbling vrouwen               | 48,200       | 4 Q          | 24,100       | 2 Q          | 24,900    | 4        |

### Waterskieën
| Atleet       | Onderdeel           | Kwalificatie | Kwalificatie | Kwalificatie van de laatste kans | Kwalificatie van de laatste kans | Halve Finale | Halve Finale | Finale         | Finale         |
| Atleet       | Onderdeel           | Resultaat    | Rang         | Resultaat                        | Rang                             | Resultaat    | Rang         | Resultaat      | Rang           |
| ------------ | ------------------- | ------------ | ------------ | -------------------------------- | -------------------------------- | ------------ | ------------ | -------------- | -------------- |
| Luna Cassart | Wakeboard Freestyle | 48,22        | 2 Q          | bye                              | bye                              | 59,78        | 8            | niet geplaatst | niet geplaatst |